# Hubelj
Hubelj je reka, v deževnem obdobju pa hudournik, ki teče skozi Ajdovščino. Izvira iz treh kraških izvirov (slapov) ob vznožju vzpetine Navrše, 2,5 km severno od naselja in se pri vasi Dolenje izliva v reko Vipavo. Vsi slapovi so vidni le v deževnem obdobju. Ob izviru stoji restavracija, zapuščena vojaška karavla, od koder vodi krožna naravoslovna učna pot, ob kateri je moč videti različne drevesne vrste in kamnine. Od izvira vodi cev, ki vodi do Hidroelektrarne Hubelj. Hubelj predstavlja pomemben vir vode za ajdovski predel Vipavske doline. 
Od leta 1954 se na reki izvajajo hidrološke meritve. Dosedanji največji pretok je znašal 59,5 m³/s (4.10.1974), najmanjši pa 0,05 m³/s (5.8.1994). 
Nekateri viri tudi navajajo, da je Hubelj potok, a ga kljub njegovemu volumnu in  neplovnosti uvrščamo med reke.
- Geopedia.si: Hubelj

## Galerija
- Izvir Hublja v deževnem obdobju
- Izvir Hublja v sušnem obdobju
- Hubelj teče skozi Ajdovščino
- Izvir Hublja med poplavami leta 2010
- Izvir Hublja med prvo svetovno vojno, leta 1916